# Krydsordsopgave
En krydsord (eller kryds-og-tværs) er en bogstavopgave med forskellige ledetråde. Opgaverne ligger i et skema med løsningsord lodret og vandret. Ordene krydser hinanden. Det forklarer navnet.

## Historie
Den tidligste opgave blev skabt i Italien af Giuseppe Airoldi 14. september 1890. Ikke desto mindre betragtes englænderen Arthur Wynne som ophavsmand til den første moderne krydsordsopgave. Den blev trykt i avisen New York World 21. december 1913. I de næste år steg populariteten, og i 1924 udkom verdens første krydsordshæfte på forlaget Simon and Schuster i New York. Hæftet havde en blyant vedhæftet og blev en succes for det nystartede forlag. I det første år blev der solgt mere end 500.000 eksemplarer og snart efter var Simon and Schuster et af de mest velansete forlag i USA.
Krydsord mødte kritik fra flere sider, og mange håbede, at løsning af krydsordsopgaver var en dille. I 1924 skrev The New York Times: "Det er et syndigt spild i et fuldstændig forgæves forsøg på at gætte ord, der passer ind i et på forhånd fastlagt mønster. Det er ikke et spil overhovedet og kan næppe betragtes som en sport. Løserne får intet ud af det bortset fra en primitiv form for mental træning - og succes eller fiasko er givetvis ligeså irrelevant for den mentale udvikling".
Nyere undersøgelser har dog vist at løsning af krydsordopgaver er gavnlig for at holde hjernen skarp især hos ældre.

## Krydsord i Danmark
Den første krydsordsopgave kom på tryk i Danmark 24. september 1924 i Berlingske Tidende. Det var en krydsordsopgave efter den amerikanske tradition. I vore dage er krydsordsopgaver en fast bestanddel af de fleste aviser, enten dagligt eller et par gange ugentligt.
De fleste ugeblade har krydsord, og der findes i Danmark krydsordsblade med opgaver af forskellig sværhedsgrad.
Dagbladet Information kom gennem en af sine mange kriser, da det i 1953 indførte krydsord om lørdagen til trods for højlydte protester fra blandt andre chefredaktør Erik Seidenfaden, som ikke mente, at krydsord hørte til i en avis for landets intellektuelle. Oplaget steg fra 25.000  til 40.000 på ganske kort tid som følge af de nye krydsord i lørdagsudgaven.
Et tegn på den stigende popularitet er, at tidligere statsminister Poul Hartling i en årrække leverede ekspertkrydsord til Weekendavisen.

## Krydsordstyper

### Amerikansk krydsord
I amerikanske krydsord står ledetrådene uden for opgaven. De er markeret med et nummer, så løseren ved, hvor han skal skrive svaret på de hvide felter. De sorte felter bruges til at adskille ordene. Der skal indsættes ét bogstav pr. felt. Amerikanske krydsord er ofte symmetriske i udformningen.

### Skandinavisk krydsord
De skandinaviske krydsord blev første gang trykt i Danmark i 1948 i Berlingske Tidende. I den opgavetype står ordforklaringerne/ledetrådene i felter i selve opgaven. Den type ses især i Skandinavien, Finland og Tyskland.

## Forklaringerne
Hjælpen til at udfylde skemaet fås ud fra forskellige forklaringer.
- Synonymer: Løsningsordet er et synonym. Hvis forklaringen er 'lave' kan løsningsordet være 'gøre', 'konstruere' eller 'udføre'
- Kategori: Her angives en kategori med løsningsordet. Hvis forklaringen er 'redskab', kan løsningsordet være 'hammer', 'kniv' eller 'bor'
- Spørgsmål: Til spørgsmålet 'Hvad hedder dronning Margrethes mor?' er svaret 'Ingrid'. Denne type forklaring står ofte uden for skemaet af pladshensyn.
- Billeder: De bruges ofte i de lettere opgaver eller i forbindelse med humoristiske indslag i lidt sværere opgaver. Billedet kan fx være en traditionel vittighedstegning uden tekst, som det er løserens opgave at finde. Det vil ofte kræve flere sammenhængende ord, som angives i skemaet med pile fra det ene ord til det næste (flere ord forekommer tilsvarende ved andre typer).

De fleste krydsordsopgaver bruger kombinationer af de ovennævnte forklaringstyper.

## Hjælpemidler
Der er specielle ordbøger og online-søgemaskiner til at hjælpe løseren.